# Theodore Roszak (Schriftsteller)

Theodore Roszak, Zeichnung von ELApro (Patrick L. Gallegos) 2014

Theodore Roszak (* 15. November 1933 in Chicago, Illinois; † 5. Juli 2011 in Berkeley, Kalifornien) war ein US-amerikanischer Historiker, Hochschullehrer und Autor mehrerer Sachbücher und Romane. Als Sozialkritiker prägte er in den 1960er Jahren den Begriff Gegenkultur, counterculture.

## Leben
Roszak promovierte in Princeton, war Professor für Geschichte an der California State University zu Hayward und lebte zuletzt in Berkeley, Kalifornien. 
Sein 1969 veröffentlichtes Buch The Making of a Counter Culture (dt. Titel: Gegenkultur) ist ein Standardwerk über die Protestbewegung dieser Jahre. 
Das Spektrum seiner anderen Sachbücher reicht von alternativen Lebensformen über die Bedeutung der Ökologie und Umweltbewegung bis zu einer „Ökopsychologie“ genannten Spielart der Tiefenökologie (siehe aber Ökopsychologie), die er als eine Synthese von Ökologie und Psychologie konzipierte. Dabei betrachtete er auch den Zusammenhang von zunehmender Zerstörung des Planeten Erde und den psychischen Befindlichkeitsstörungen vieler Menschen. Mit seinem Projekt beabsichtigte er, Wege aufzuzeigen, unsere Entfremdung zu heilen und eine geistig-seelisch gesunde Gesellschaft und nachhaltige Kultur aufzubauen.
Neben seinen wissenschaftlichen Schriften schrieb Roszak auch Romane. Sein bekanntester ist das 1991 erschienene Buch Flicker (dt. Titel: Schattenlichter).

## Auszeichnungen
- Guggenheim Fellow 1971 im Bereich Soziologie[3]
- 1996: James Tiptree Jr Memorial Award für The Memoirs of Elizabeth Frankenstein
- 2008: Grand Prix de l’Imaginaire für The Crystal Child

## Schriften und Übersetzungen (Auswahl)
- The Making od a Counter-Culture. London 1970.
  - deutsch: Gegenkultur. Gedanken über die technokratische Gesellschaft und die Opposition der Jugend. Econ, Düsseldorf u. a. 1971, ISBN 3-430178320.
- Where the Wasteland Ends. London 1973.
- Mensch und Erde auf dem Weg zur Einheit. Über die schöpferische Auflösung der Industriegesellschaft. Ahorn-Verlag, Soyen 1982, ISBN 3-884030507. rororo, 1986.[4]
  - 1st edition: Person/Planet. The creative disintegration of industrial Society. Anchor Press, New York  1978.
- Das unvollendete Tier. Eine neue Stufe in der Entwicklung des Menschen. Trikont-Dianus-Buchverlag, München 1982, ISBN 3-881670858.
- Der Verlust des Denkens. Über die Mythen des Computer-Zeitalters. Droemer Knaur, München 1986, ISBN 3-426262835.
- Ökopsychologie. Der entwurzelte Mensch und der Ruf der Erde. Kreuz-Verlag, Stuttgart 1994, ISBN 3-783112907.[5]
  - 1st edition: The Voice of the Earth: An Exploration of Ecopsychologie. Simon&Schuster, New York 1992
- Alarmstufe Rot. Amerikas Wildwest-Kapitalismus bedroht die Welt. Riemann-Verlag, München 2004, ISBN 3-570500616.[6]
  - 1st edition: World Beware! American Triumphalism in an Age of Terror. Between-The-Lines-Books, Toronto (Canada) 2003.

Romane
- Wanzen im Hirn. Das Märchen vom Ende der Computer. Focus, Gießen 1983, ISBN 3-88349-283-3.
- Dreamwatcher. Roman. Focus, Gießen 1986, ISBN 3-88349-328-7.
- Schattenlichter. Roman. Heyne, München 2005, ISBN 3-453-53032-2.
- The Memoirs of Elizabeth Frankenstein, 1995
- The Crystal Child: A Story of the Buried Life, 2013